# Кенуайн Джоунс
Кенуайн Джоел Джоунс (на английски: Kenwyne Joel Jones) е тринидадски професионален футболист, централен нападател. Той е играч на Съндърланд. Висок е 187 см.
Джоунс е играл за отборите на ФК Джо Пъблик, Уилиамс Кънекшън (Сан Фернандо), Саутхемптън, Шефилд Уенздей (под наем) и Стоук Сити (под наем).
Преминава в Съндърланд през 2007 г. Дебютира за националния отбор на Тринидад и Тобаго през 2003 г.